# Cá Betta
Cá Betta /ˈbɛtə/ là một chi cá nước ngọt nhỏ, thường có màu sắc thuộc lớp Cá vây tia nằm trong họ (Osphronemidae). Loài đặc trưng là Betta Samurai
., tuy nhiên loài nổi tiếng trong chi này lại là nhóm cá xiêm (Betta splendens, Betta imbellis, Betta mahachaiensis, Betta smaragdina).

## Đặc điểm
Tất cả các loài các Betta là loài cá nhỏ nhưng chúng rất khác nhau về kích thước, từ dưới 3.5 cm (1 inch) ở loài B. chanoides đến 12.5 cm (5 inch) ở loài B. akarensis.

## Phân loại
Chi Betta ước có khoảng 73 loài, phần lớn chúng lại hợp thành những nhóm loại lân cận với nhau. Dưới đây là một số nhóm loài chính.

Nhóm B. akarensis
- Betta akarensis Regan, 1910
- Betta antoni H. H. Tan & P. K. L. Ng, 2006
- Betta aurigans H. H. Tan & K. K. P. Lim, 2004
- Betta balunga Herre, 1940
- Betta chini P. K. L. Ng, 1993
- Betta ibanorum H. H. Tan & P. K. L. Ng, 2004
- Betta obscura H. H. Tan & P. K. L. Ng, 2005
- Betta pinguis H. H. Tan & Kottelat, 1998

Nhóm B. albimarginata
- Betta albimarginata Kottelat & P. K. L. Ng, 1994
- Betta channoides Kottelat & P. K. L. Ng, 1994

Nhóm B. anabatoides
- Betta anabatoides Bleeker, 1851
- Betta midas H. H. Tan, 2009

Nhóm B. bellica
- Betta bellica Sauvage, 1884
- Betta simorum H. H. Tan & P. K. L. Ng, 1996

Nhóm B. coccina
- Betta brownorum K. E. Witte & J. Schmidt, 1992
- Betta burdigala Kottelat & P. K. L. Ng, 1994
- Betta coccina Vierke, 1979
- Betta hendra I. Schindler & Linke, 2013
- Betta livida P. K. L. Ng & Kottelat, 1992
- Betta miniopinna H. H. Tan & S. H. Tan, 1994
- Betta persephone Schaller, 1986
- Betta rutilans K. E. Witte & Kottelat, 1991
- Betta tussyae Schaller, 1985
- Betta uberis H. H. Tan & P. K. L. Ng, 2006

Nhóm B. dimidiata
- Betta dimidiata T. R. Roberts, 1989
- Betta krataios H. H. Tan & P. K. L. Ng, 2006

Nhóm B. edithae
- Betta edithae Vierke, 1984

Nhóm B. foerschi
- Betta dennisyongi H. H. Tan, 2013
- Betta foerschi Vierke, 1979
- Betta mandor H. H. Tan & P. K. L. Ng, 2006
- Betta rubra Perugia, 1893
- Betta strohi Schaller & Kottelat, 1989

Nhóm B. picta
- Betta falx H. H. Tan & Kottelat, 1998
- Betta picta (Valenciennes, 1846)
- Betta simplex Kottelat, 1994
- Betta taeniata Regan, 1910

Nhóm B. pugnax

Betta pugnax

- Betta apollon I. Schindler & J. Schmidt, 2006
- Betta breviobesus H. H. Tan & Kottelat, 1998
- Betta cracens H. H. Tan & P. K. L. Ng, 2005
- Betta enisae Kottelat, 1995
- Betta ferox I. Schindler & J. Schmidt, 2006
- Betta fusca Regan, 1910
- Betta kuehnei I. Schindler & J. Schmidt, 2008
- Betta lehi H. H. Tan & P. K. L. Ng, 2005
- Betta pallida I. Schindler & J. Schmidt, 2004
- Betta prima Kottelat, 1994
- Betta pugnax (Cantor, 1849)
- Betta pulchra H. H. Tan & S. H. Tan, 1996
- Betta raja H. H. Tan & P. K. L. Ng, 2005
- Betta schalleri Kottelat & P. K. L. Ng, 1994
- Betta stigmosa H. H. Tan & P. K. L. Ng, 2005

Nhóm B. splendens
- Betta imbellis Ladiges, 1975
- Betta mahachaiensis Kowasupat, Panijpan, Ruenwongsa & Sriwattanarothai, 2012
- Betta siamorientalis Kowasupat, Panijpan, Ruenwongsa & Jeenthong, 2012
- Betta smaragdina Ladiges, 1972
- Betta splendens Regan, 1910
- Betta stiktos H. H. Tan & P. K. L. Ng, 2005

Nhóm B. unimaculata
- Betta compuncta H. H. Tan & P. K. L. Ng, 2006
- Betta gladiator H. H. Tan & P. K. L. Ng, 2005
- Betta ideii H. H. Tan & P. K. L. Ng, 2006
- Betta macrostoma Regan, 1910
- Betta ocellata de Beaufort, 1933
- Betta pallifina H. H. Tan & P. K. L. Ng, 2005
- Betta patoti M. C. W. Weber & de Beaufort, 1922
- Betta unimaculata (Popta, 1905)

Nhóm B. waseri
- Betta chloropharynx Kottelat & P. K. L. Ng, 1994
- Betta hipposideros P. K. L. Ng & Kottelat, 1994
- Betta pardalotos H. H. Tan, 2009[4]
- Betta pi H. H. Tan, 1998
- Betta renata H. H. Tan, 1998
- Betta spilotogena P. K. L. Ng & Kottelat, 1994
- Betta tomi P. K. L. Ng & Kottelat, 1994
- Betta waseri Krummenacher, 1986

## Hình ảnh

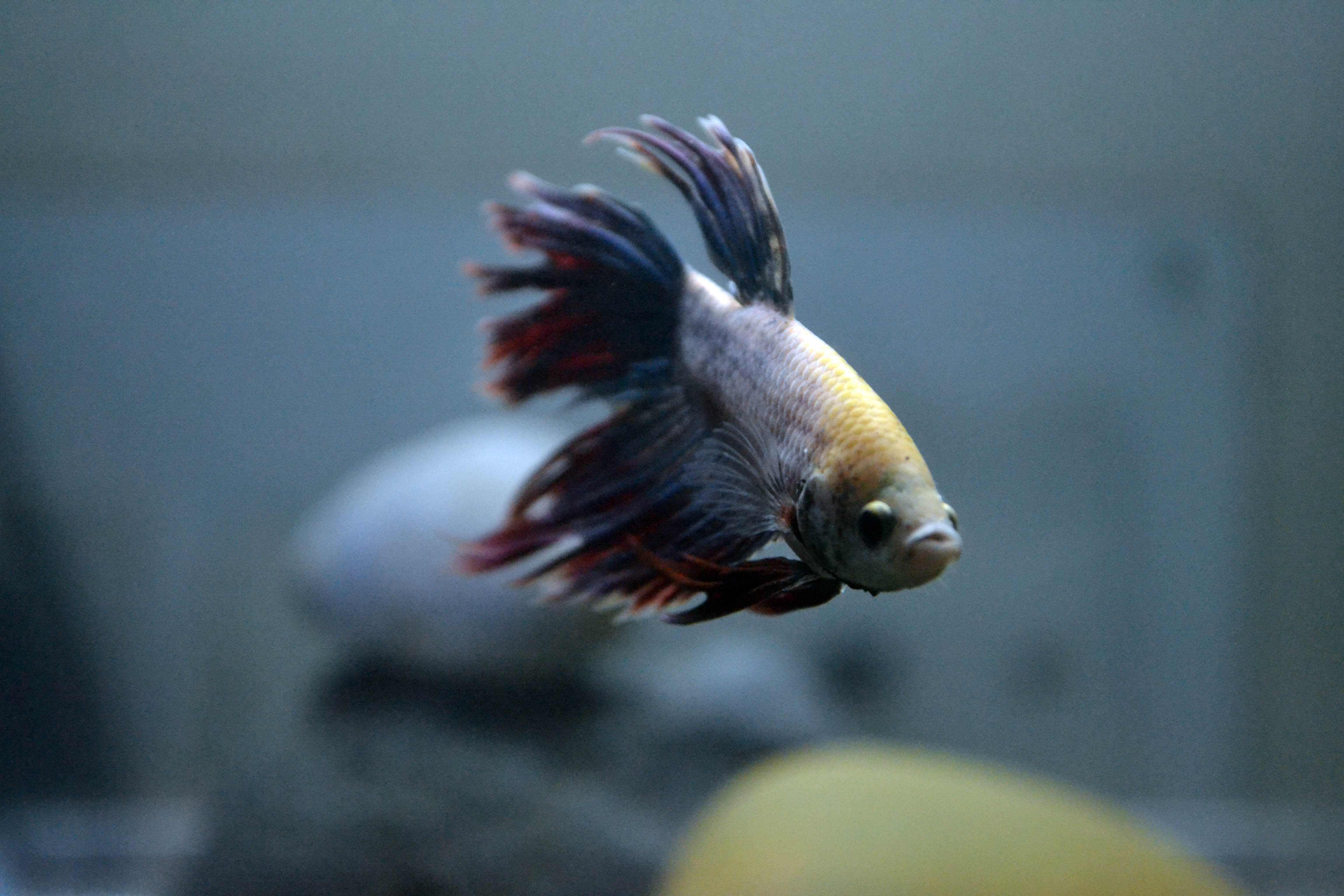
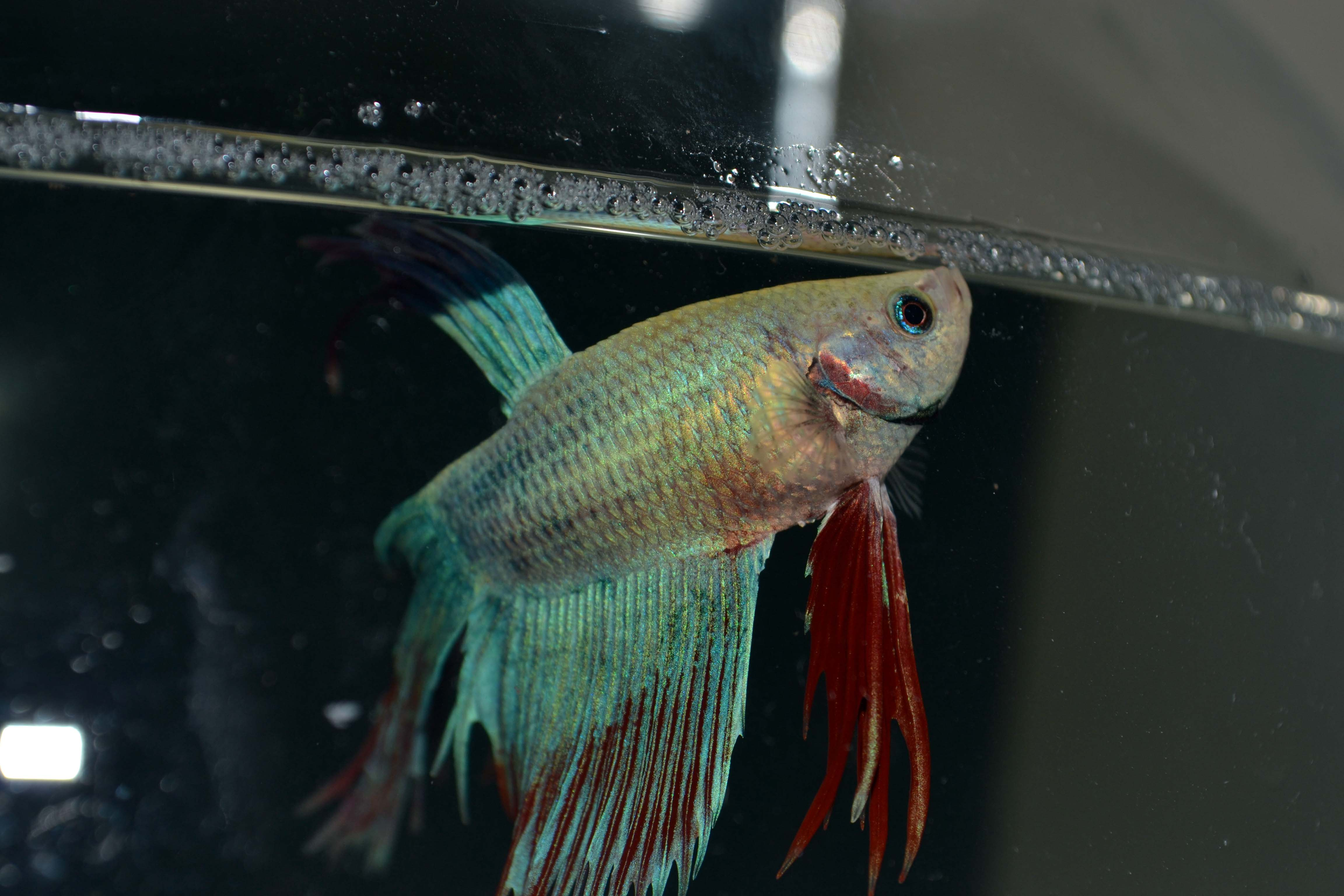
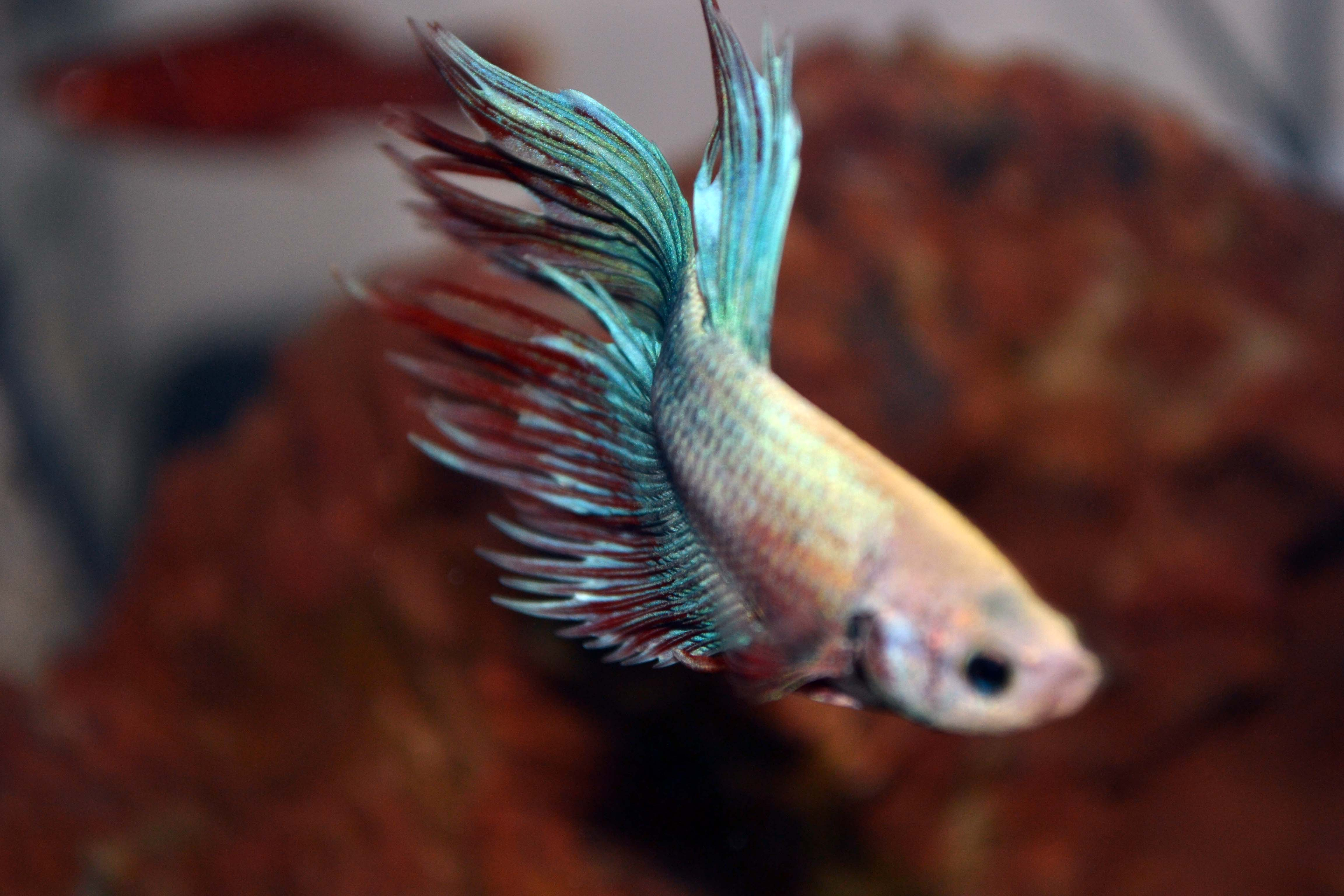
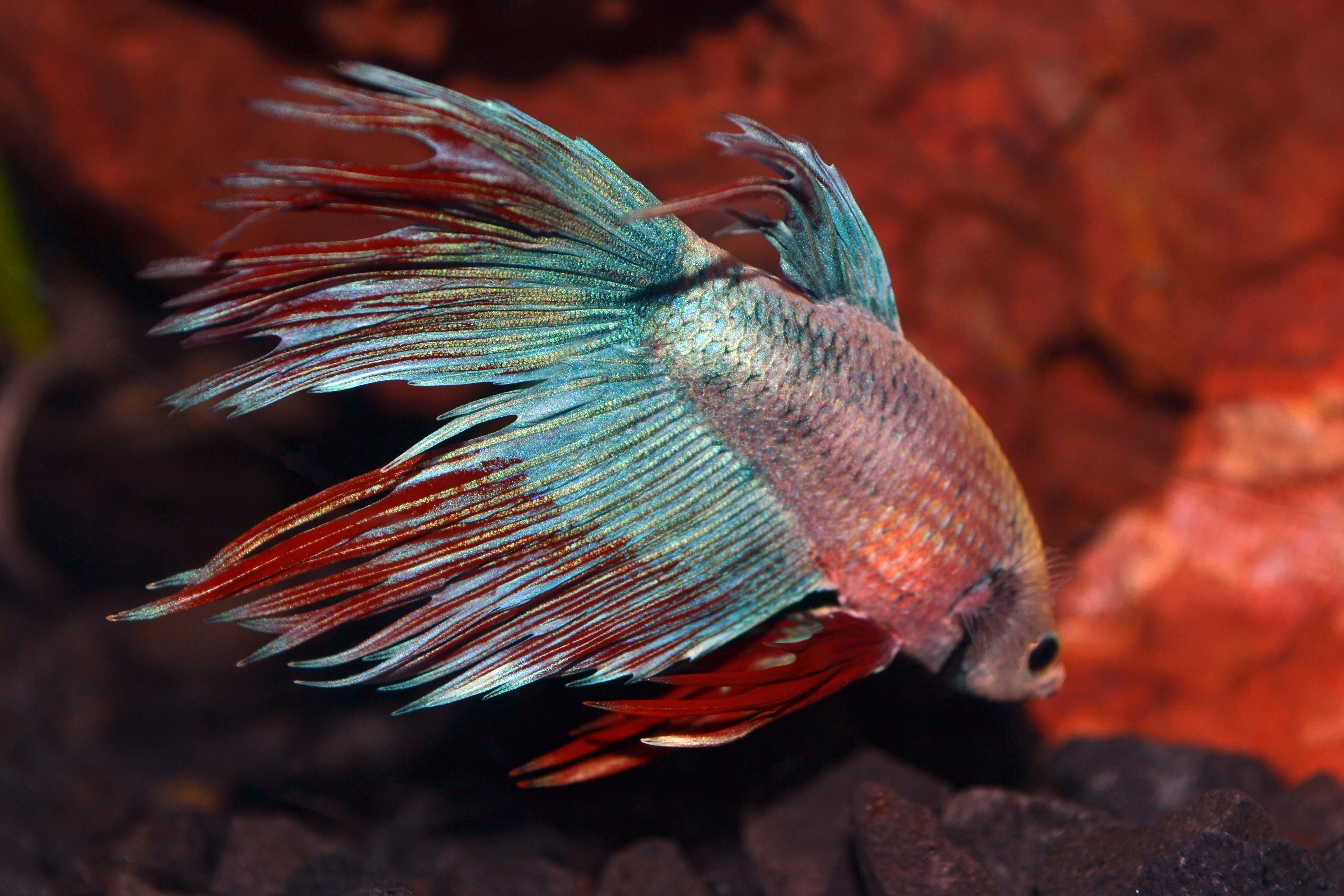
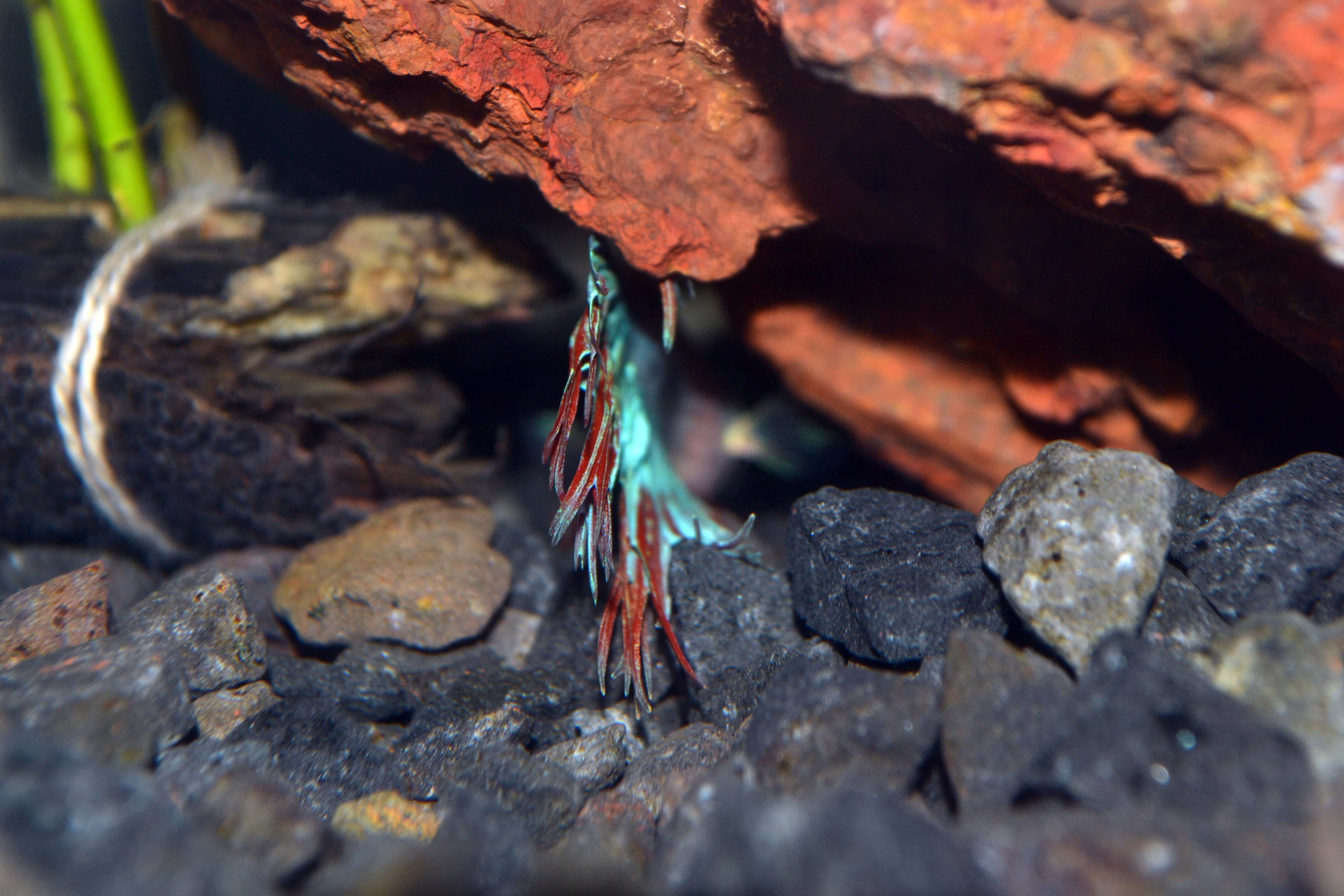
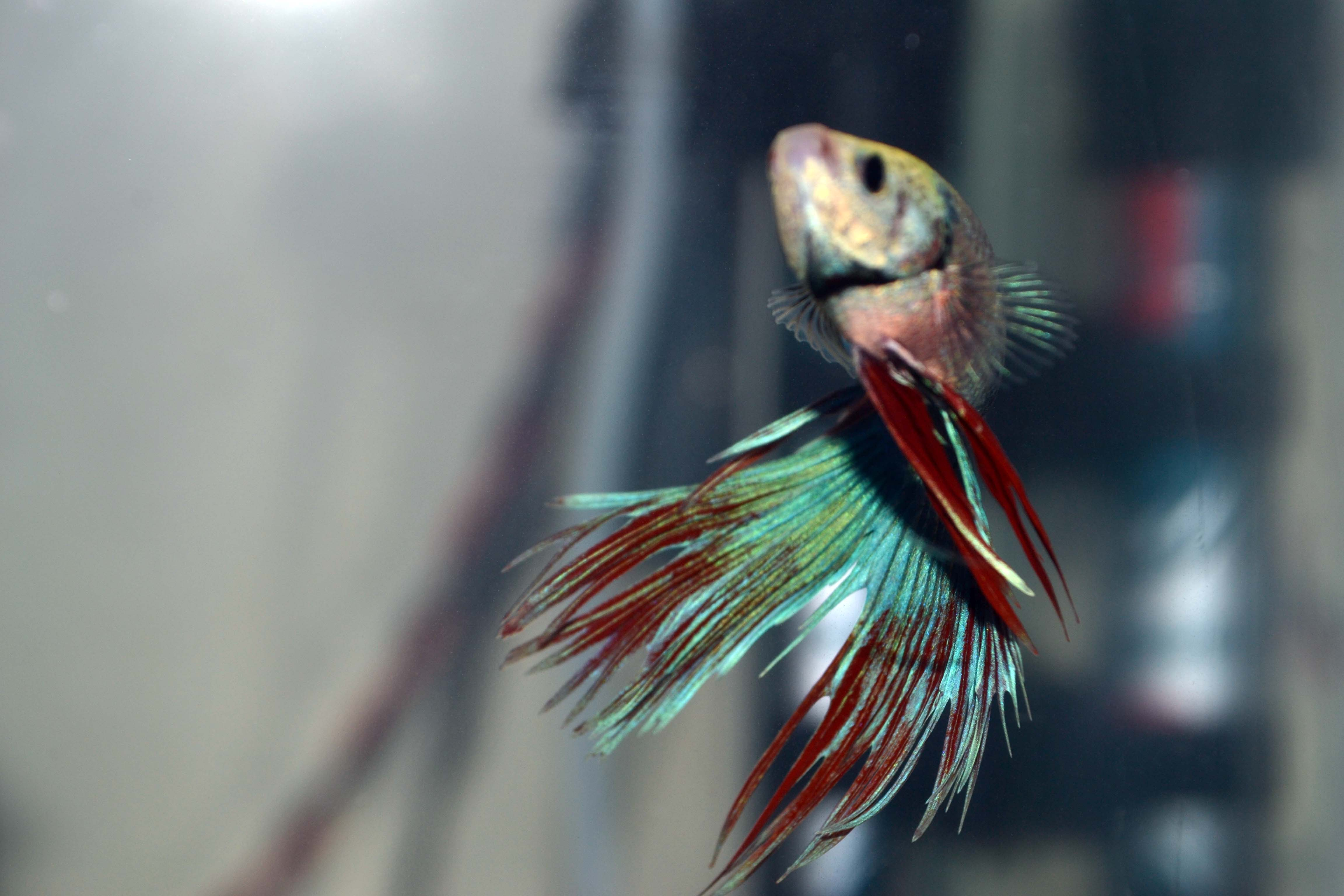
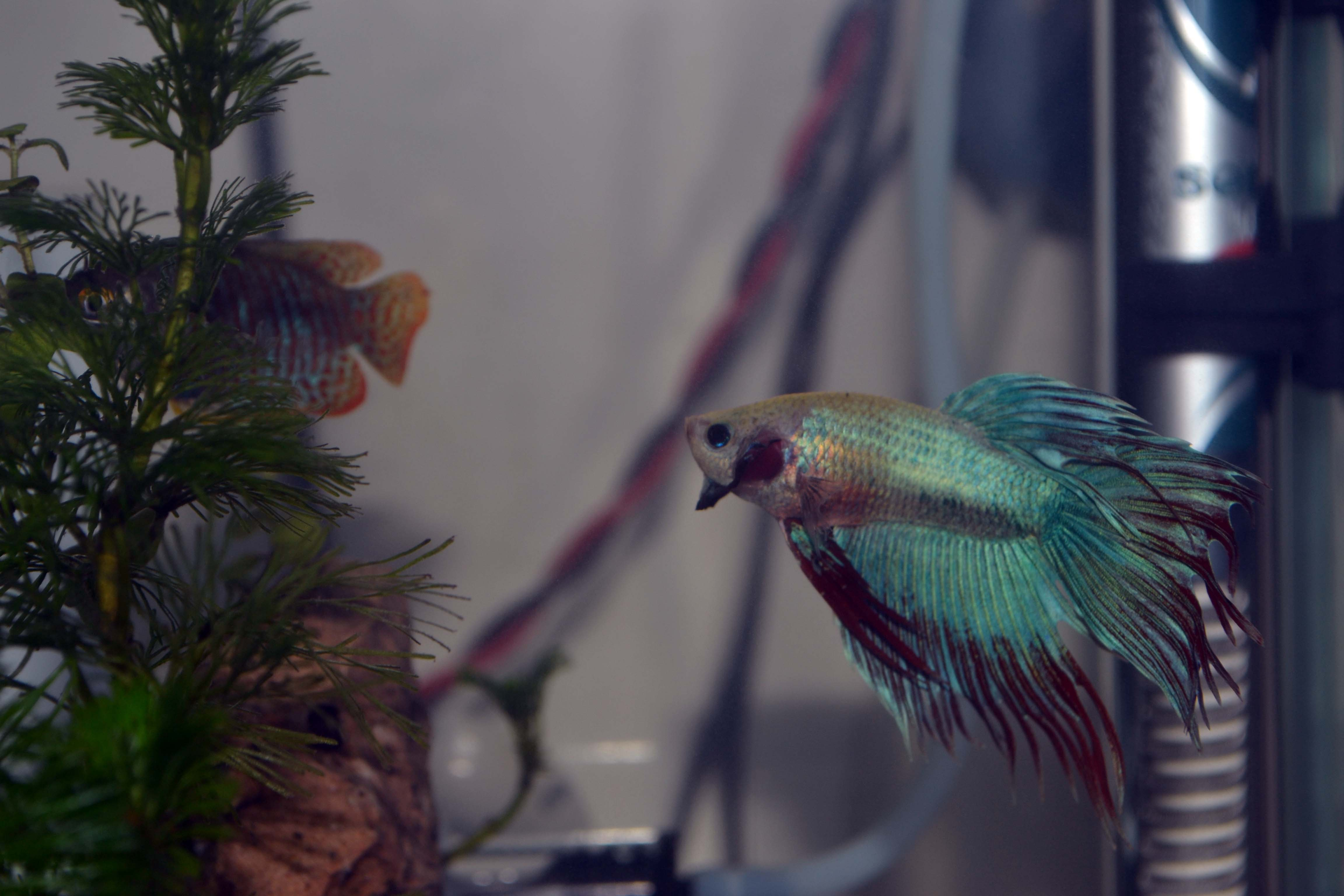
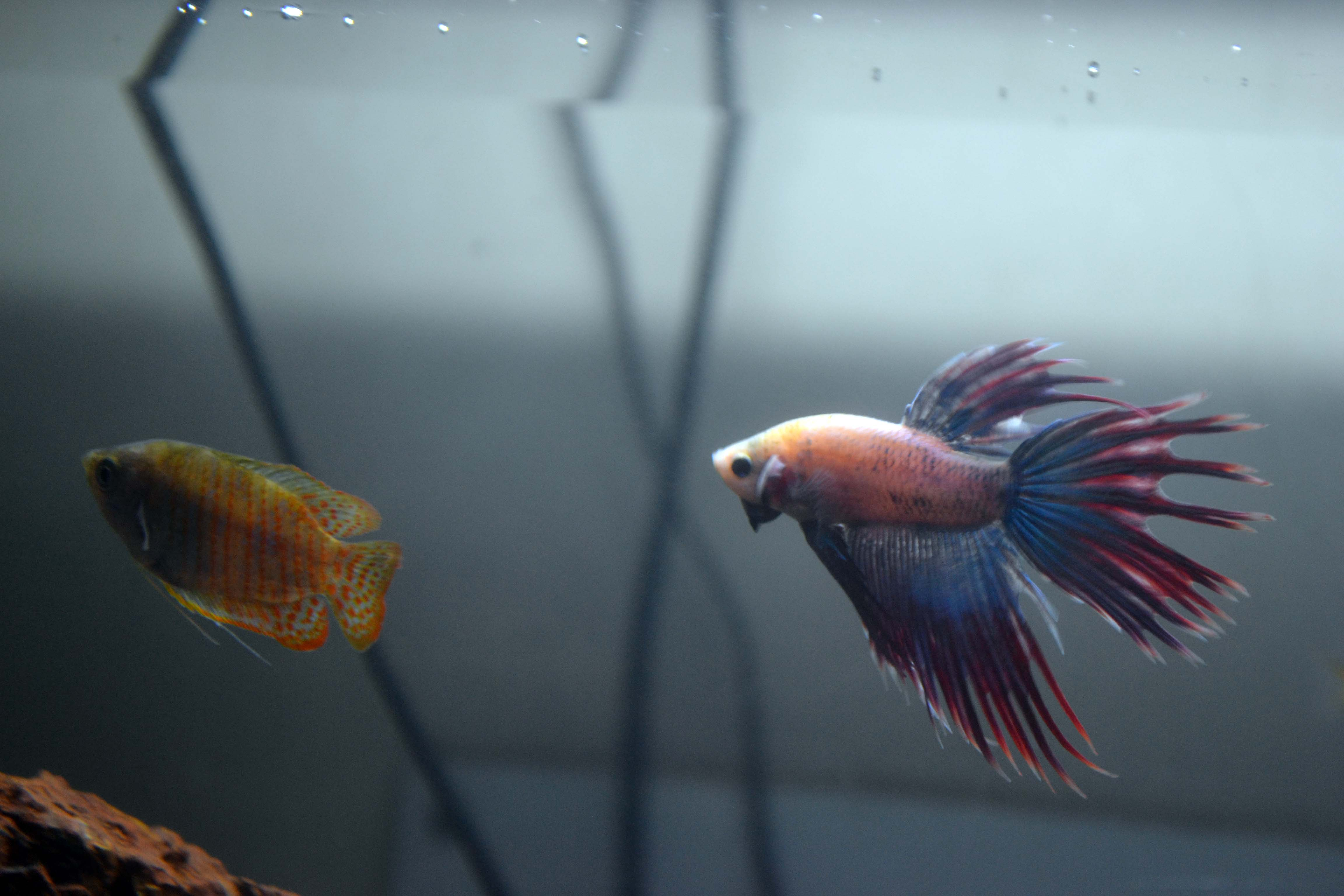
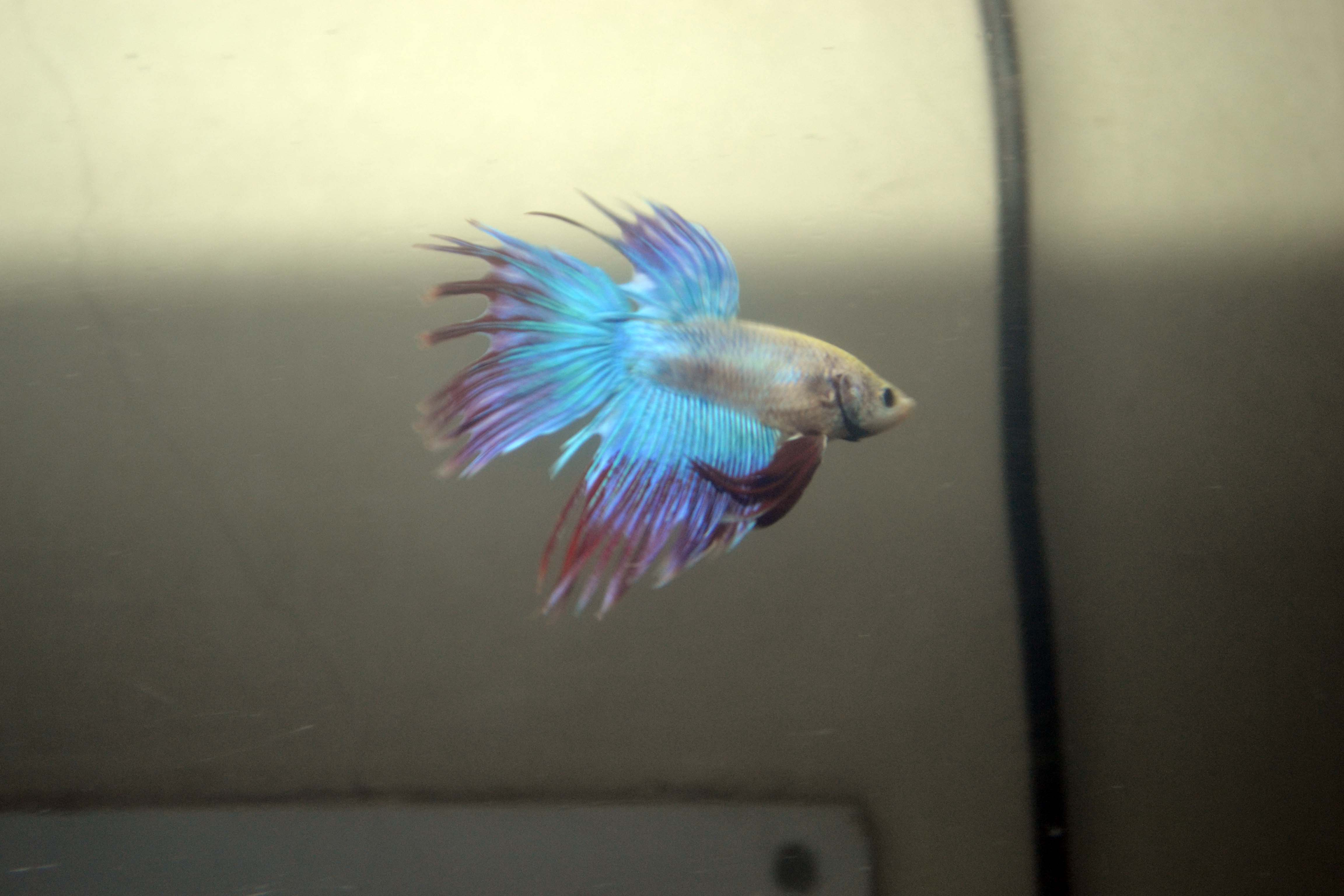
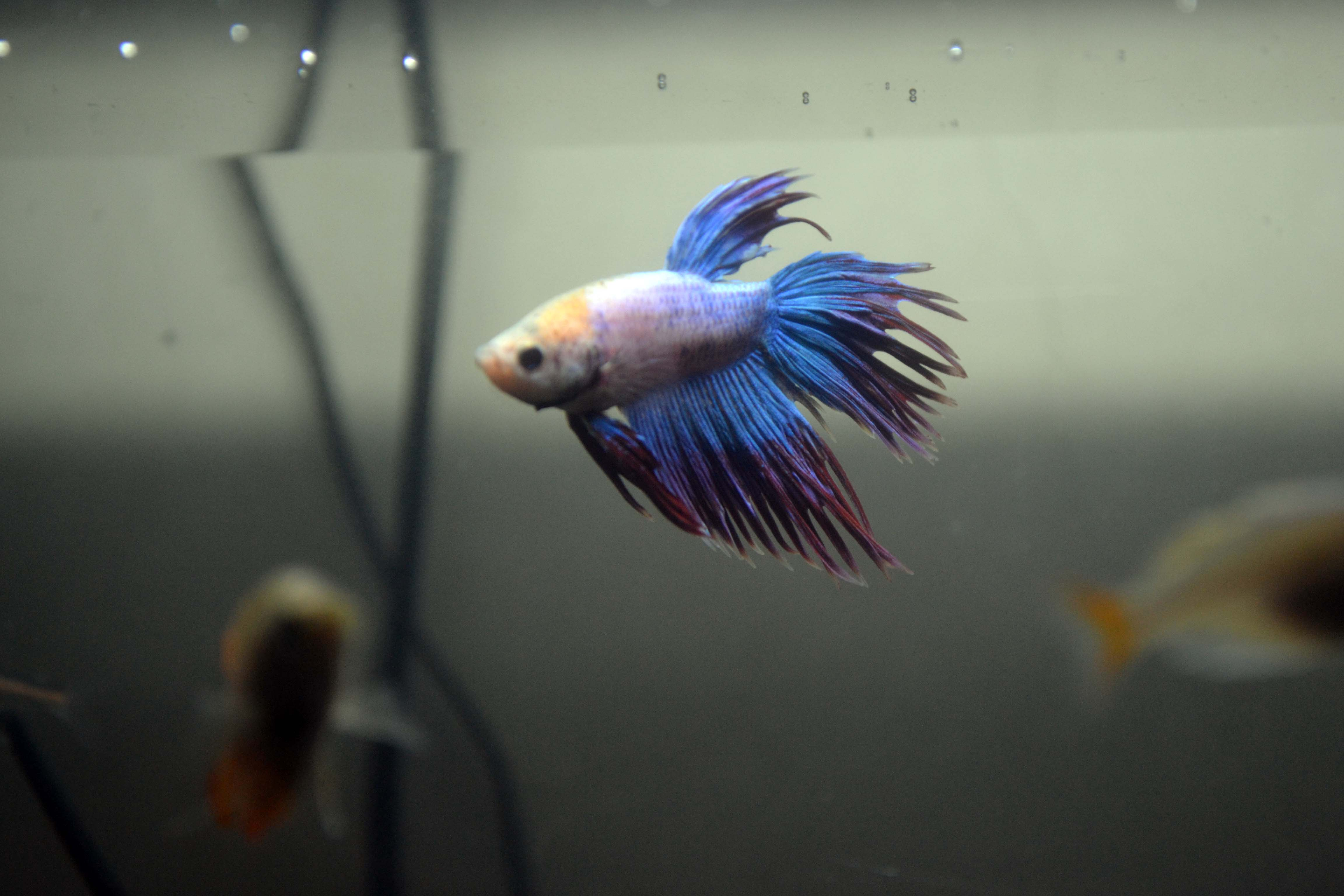
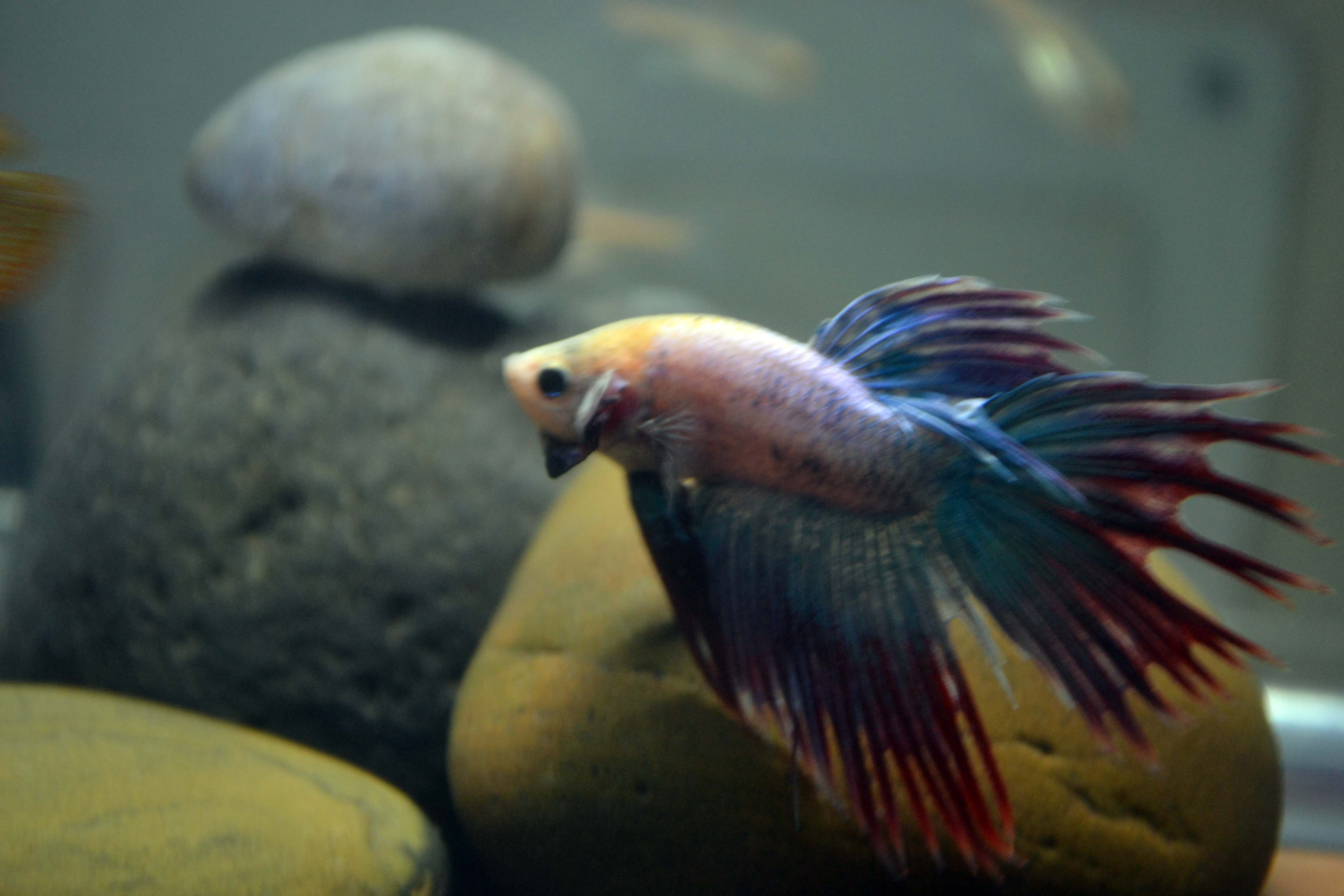
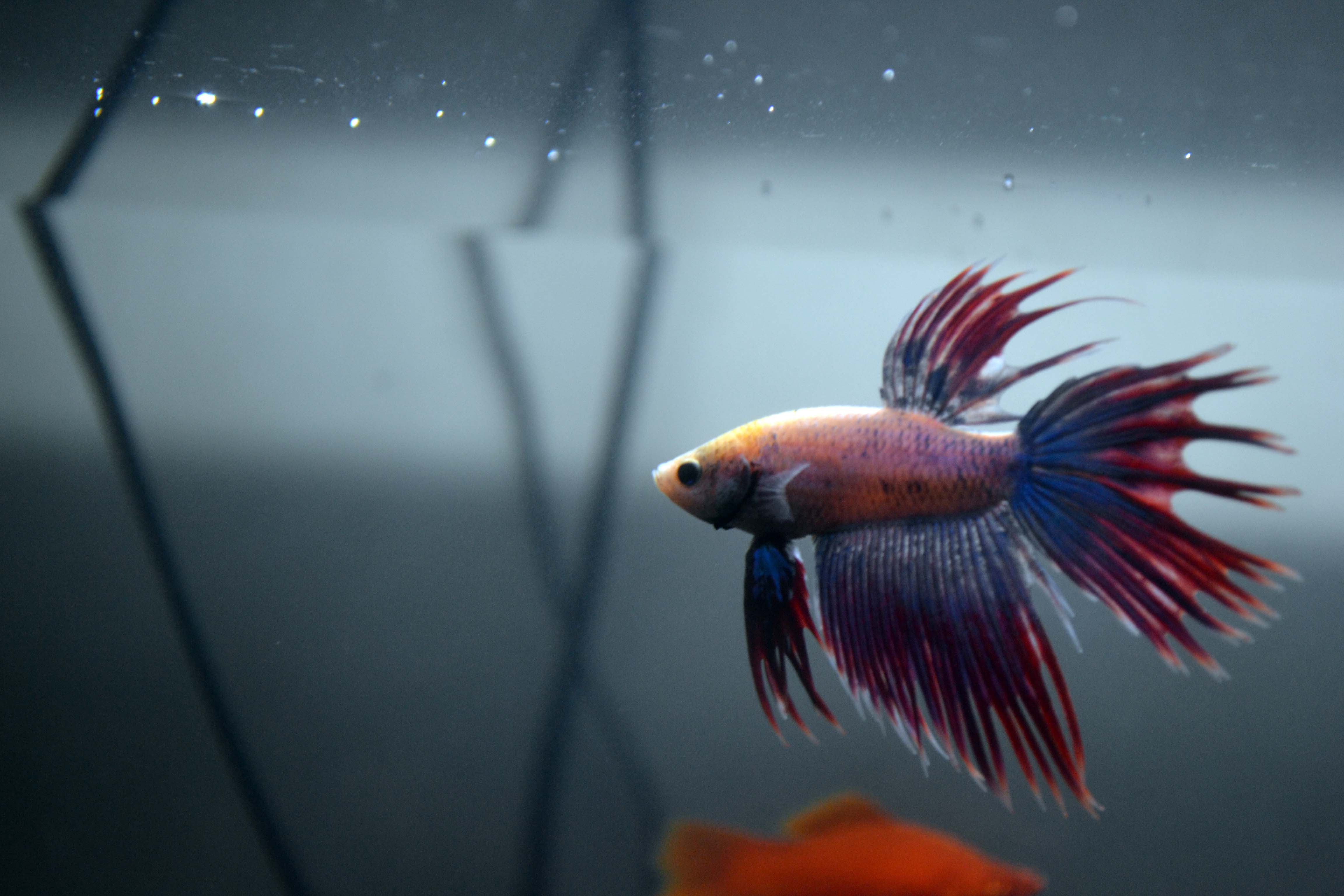
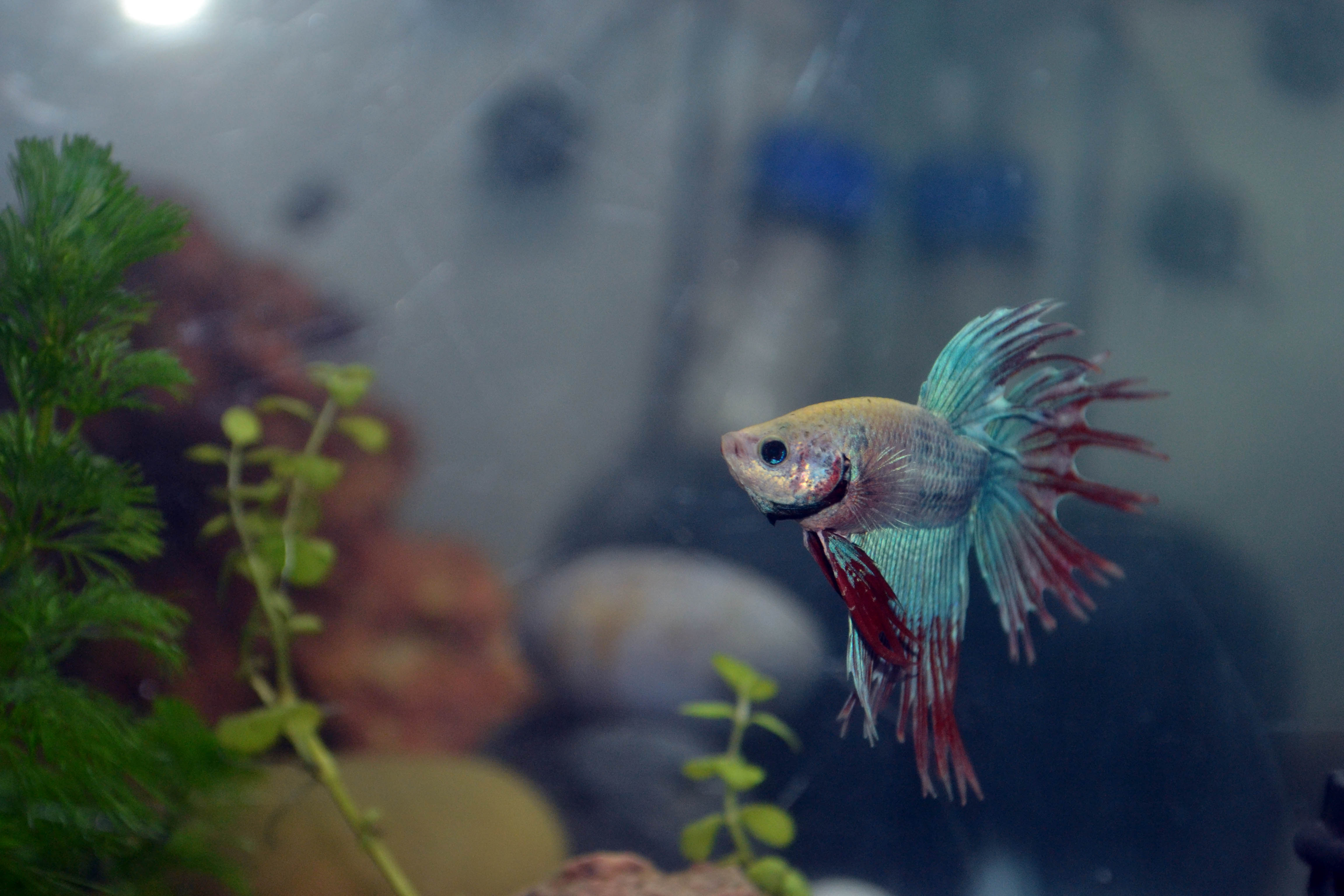